# Helena Nordheim
Helena "Lea" Nordheim (Amesterdã, 1 de agosto de 1903 – Campo de concentração de Sobibor, 2 de julho de 1943) foi uma ginasta neerlandesa, que conquistou uma medalha de ouro junto com a seleção neerlandesa nos Jogos Olímpicos de Verão de 1928, em sua cidade natal.

## Carreira olímpica
Helena Nordheim integrou a seleção neerlandesa campeã olímpica por equipes femininas nos jogos Olímpicos de Verão de 1928, conquistando a medalha de ouro com 316.75 de pontuação total.

## Falecimento
Tais como outras integrantes de sua equipe (Estella Agsteribbe, Ans Polak, Judikje Simons, Elka de Levie) e seu treinador Gerrit Kleerekoper, Nordheim era judia e foi deportada durante a Segunda Guerra Mundial. Ela foi enviada para o campo de concentração de Westerbork em junho de 1943. Pouco depois, ela foi deportada para o campo de Sobibor. Sendo assassinada juntamente com seu marido, Abraham, e sua filha de dez anos, Rebbecca.

## Leituras posteriores
- Brouwer, Erik (2010). «De Moord op een Gouden Turnploeg». In:  van Liempt, Ad; Luitzen, Jan. Sport in de Oorlog (em neerlandês). [S.l.]: L.J. Veen. pp. 29–58. ISBN 978-90-204-1936-8